# París-Roubaix 1945
La 43.ª edición de la París-Roubaix tuvo lugar el 9 de abril de 1945 y fue ganada por el francés Paul Maye. 

## Clasificación final
| Posición | Ciclista             | Equipo           | Tiempo     |
| -------- | -------------------- | ---------------- | ---------- |
| 1        | Paul Maye            | Alcyon-Dunlop    | 7h 52' 54" |
| 2        | Lucien Teisseire     | -                | m. t.      |
| 3        | Kleber Piot          | -                | m. t.      |
| 4        | Louis Thiétard       | Metropole-Dunlop | m. t.      |
| 5        | Maurice Desimpelaere | Alcyon-Dunlop    | m. t.      |
| 6        | Édouard Muller       | -                | m. t.      |
| 7        | Robert Renonce       | -                | m. t.      |
| 8        | Maurice de Muer      | Peugeot          | + 3' 01"   |
| 9        | Maurice Quentin      | -                | m. t.      |
| 10       | Lucien Maelfait      | -                | m. t.      |